# Papa Alexandru al VI-lea
Papa Alexandru al VI-lea (n. 1 ianuarie 1431, Játiva, Comunitatea Valenciană, Spania – d. 18 august 1503, Roma, Statele Papale) este numele sub care a devenit Papă al Bisericii Catolice Roderic Borja, descendent al unei familii nobiliare catalane atestată din secolul al XIII-lea, fiu al lui Jofre Lançol și Isabella Borja, și nepot de soră al Papei Calixt al III-lea (fostul cardinal Alfonso Borja, la vremea nașterii nepotului său).
Roderic Borja s-a stabilit în Italia în timpul pontificatului unchiului său, Calixt al III-lea. Borja s-a redenumit Rodrigo Borgia  și a început o ascensiune ce se va încheia cu dobândirea, pentru unsprezece ani, a tiarei papale (1492-1503). După un șir de votări neconcludente și răsturnări de situație, în noaptea de 10 spre 11 august 1492, cardinalii reuniți în conclav la Roma îl alegeau cu o largă majoritate de voturi (14) ca nou Papă: Alexandru al VI-lea, cel de-al doilea suveran pontif catalan.
În anul 1494, Papa Alexandru al VI-lea a folosit coridorul secret din "Pasajul Borgo" dintre Vatican și fortificația învecinată Castelul Sant'Angelo, pentru a scăpa cu viață la invazia trupelor lui Carol al VIII-lea al Franței. 
Istoria papei Alexandru al VI-lea a reținut mai mult poveștile de alcov - nu puține reale. E cunoscut pentru orgiile pe care le-a organizat, în special una din 1501, intitulat "Turnirul Curvelor", în care 50 de dansatoare se dezbrăcau în jurul mesei la care se afla papa și familia sa. Aceștia aruncau cu castane pe jos, femeile mișunând pe podea precum animalele, și se ofereau premii celui care se culca cu cele mai multe dintre ele. Un alt hobby al acestui papă era sǎ se uite la cai în timp ce se împerecheau. A avut 7 copii nelegitimi și numeroase amante.

## Viața

Desiderando nui, 1499

Tânǎrul Rodrigo nu își alesese definitiv profesia când alegerea unchiului sǎu ca papǎ (1455) i-a deschis noi perspective. A fost adoptat imediat în familia Callixtus și a fost prezentat italienilor ca Rodrigo Borgia. Unchiul sǎu l-a trimis pentru o perioadǎ scurtǎ de timp sǎ studieze dreptul la Universitatea din Bologna. În 1456, la vârsta de 25 de ani, a devenit diacon la biserica Sfântul Nicolo in Carcere, titlu pe care și l-a pǎstrat pânǎ în anul 1471, când este avansat episcop de Albano. În 1476 devine episcop de Porto. Poziția sa oficialǎ în curia romanǎ dupǎ anul 1457 a fost aceea de vicecancelar al Bisericii Catolice, motiv pentru care a fost invidiat de mulți. 
Prin anul 1470 începe relația sa cu Vanozza Catanei, mama celor patru copii ai sǎi: Juan, Caesar, Lucrezia și Jofre nǎscuți, dupǎ Gregorovius, în 1474, 1476, 1480 și 1482.
Borgia, cu douǎ treimi din voturi, a fost ales papǎ pe 11 august 1492, luând numele de Papa Alexandru al VI-lea.  Cu toate cǎ se crede că voturile au fost cumpǎrate, acest fapt este dificil de dovedit din punct de vedere juridic, din moment ce alegerea a fost validatǎ. Tot ceea ce se poate afirma cu certitudine este cǎ factorul determinant în alegerea ca papǎ a lui Borgia a fost influența cardinalului Ascanio Sforza, cât și votul lui. Este aproape sigur cǎ opțiunea lui Sforza nu a fost influențatǎ de bani, ci de dorința acestuia de a deveni noul consilier papal.
Alegerea ca papǎ a celui care timp de 35 de ani a condus afacerile cancelariei romane cu o rarǎ abilitate a fost făcută prin aprobarea generalǎ. Pentru romani în general, care începuserǎ sǎ-l vadǎ pe Borgia ca unul de al lor și care au prezis un pontificat splendid și energic, alegerea a fost acceptabilǎ.
A fost tată a patru copii legitimi, printre care și Lucrezia Borgia și Cesare Borgia.